# Dorothea Rahn
Dorothea Rahn (* 13. Januar 1891; † 13. November 1967) war eine deutsche Politikerin (SPD) und sie war für Bremerhaven Mitglied der Bremischen Bürgerschaft. 

## Biografie
Rahn war Mitglied der SPD und in einem Ortsverein in Bremerhaven aktiv.

Sie war vom 1. Juli 1948 bis 1951 Mitglied der 2. Bremischen Bürgerschaft und dort Mitglied verschiedener Deputationen.